# Trichoniscus pusillus

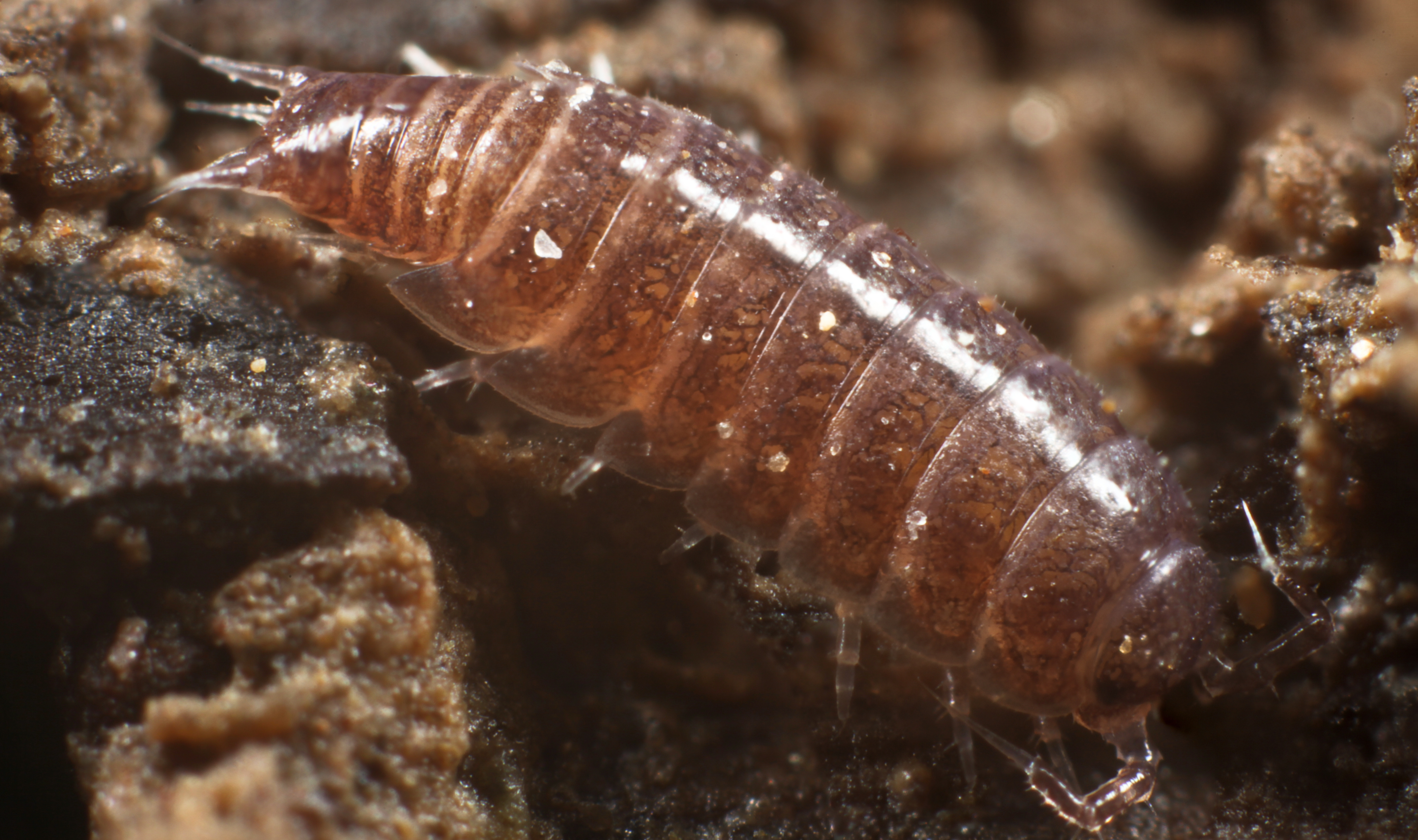
Ein lebendes Exemplar im Freiland

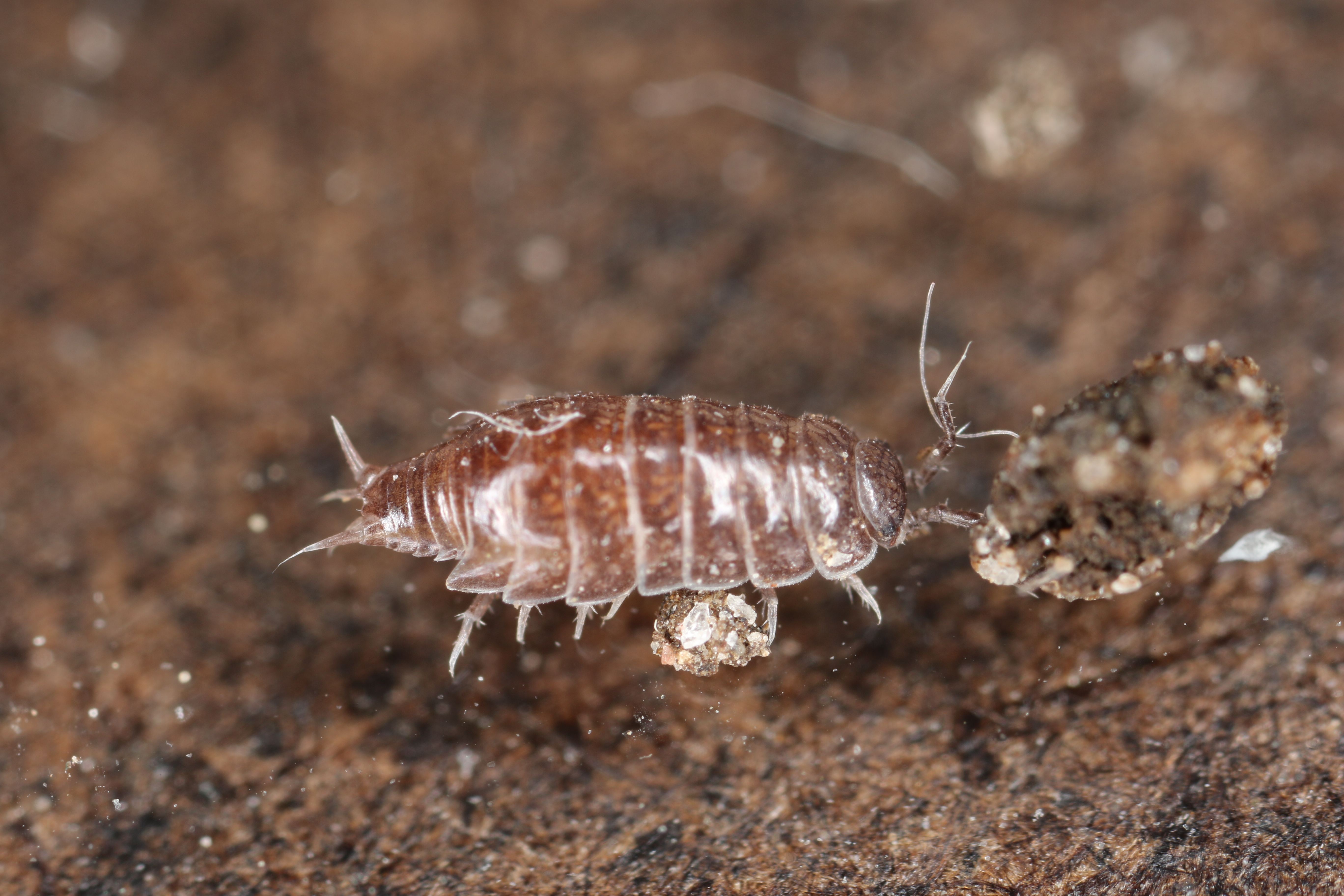
Ein weiteres Exemplar, bei dem die abstehenden Uropoden-Außenäste und Antennen auffallen

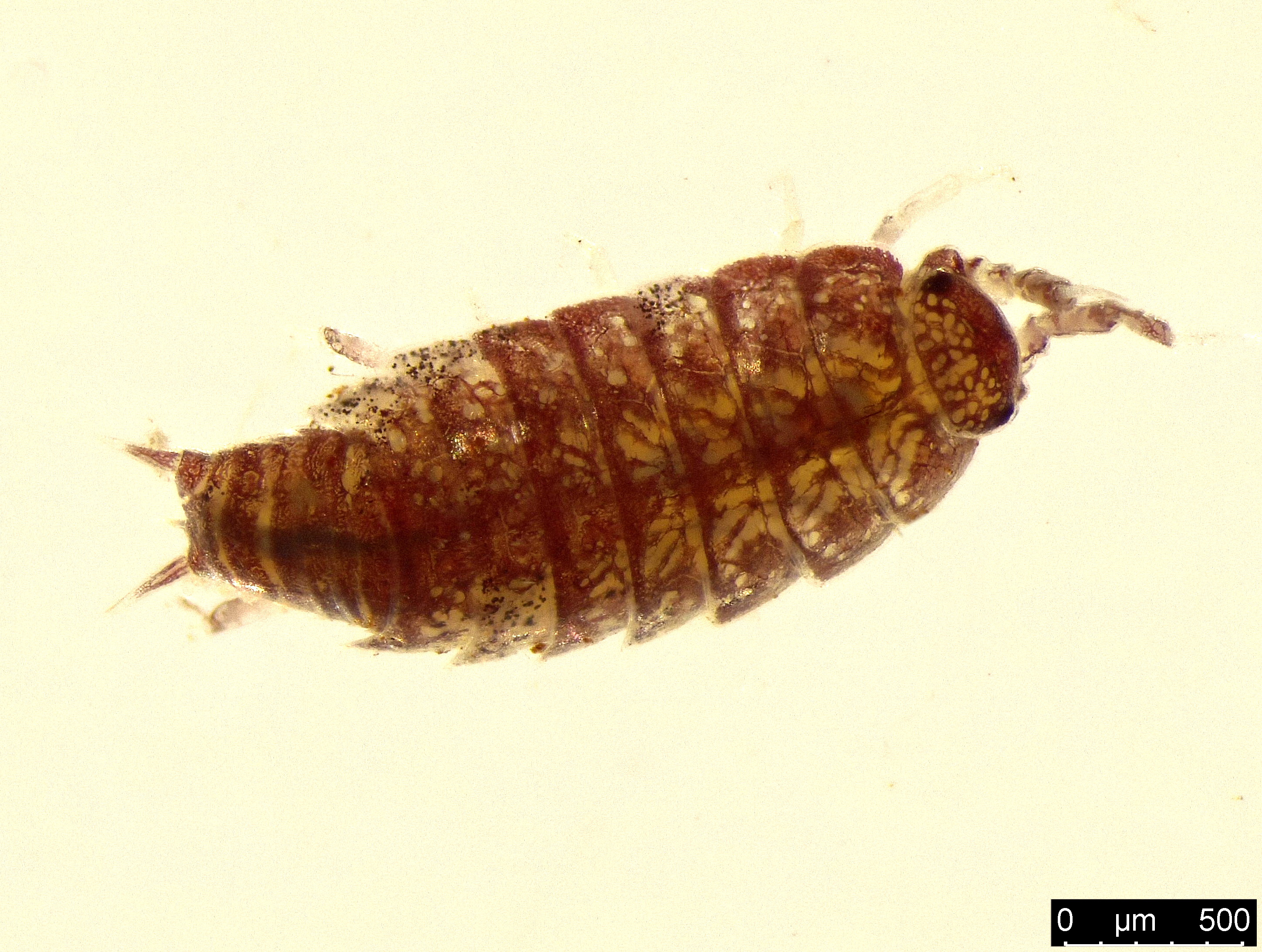
Mikroskopische Aufnahme eines dänischen Exemplars

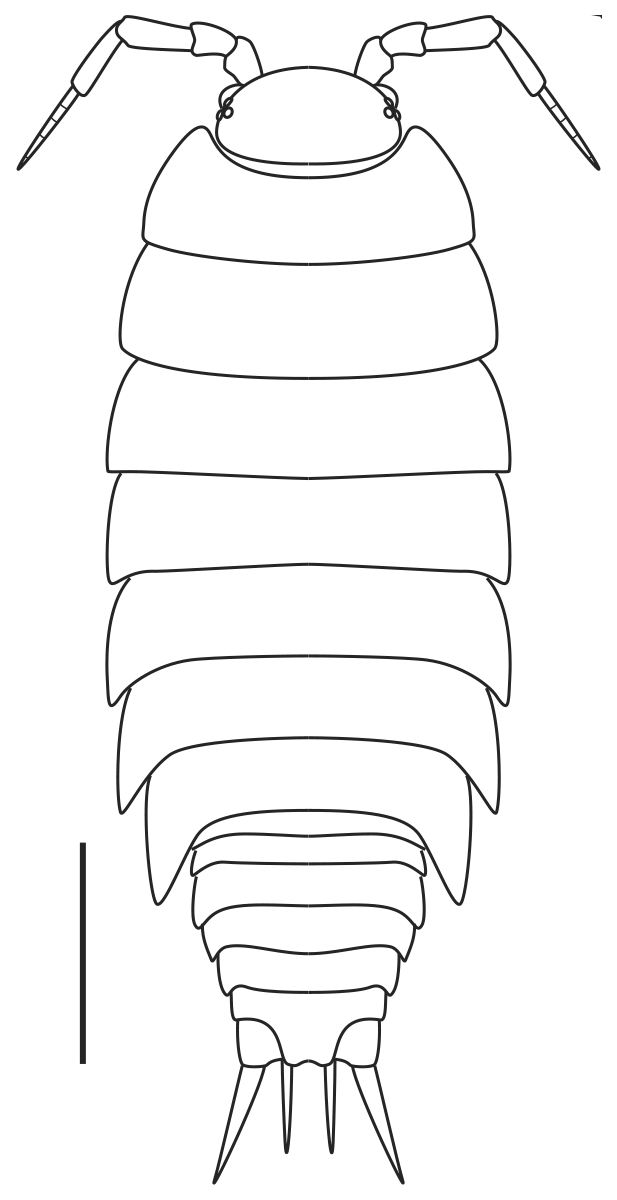
Zeichnung von Trichoniscus pusillus

Trichoniscus pusillus ist eine ursprünglich in West-, Mittel- und Nordeuropa beheimatete Landassel aus der Familie der Zwergasseln. Sie wurde auch in Nordamerika eingeschleppt. In Europa findet sie sich vor allem in sehr feuchten Habitaten atlantisch geprägter Gegenden.

## Merkmale
Die Körperlänge beträgt 3–5 mm. Der dunkel rotbraune oder weinrote bis fleischfarbene oder rosa Körper ist relativ glatt, schmal oval geformt und der Hinterleib (Pleon) ist schmaler als die Brust (Cephalothorax). Die Art besitzt keine Fleckenreihen. Eine Marmorierung kann, aber muss nicht, vorhanden sein. Die Hinterecken des 1. Segments (1. Pereiomer) sind nach vorne gerundet.
Die Fühlergeißel besteht aus 4–10 Segmenten. Die Seitenlappen am Kopf sind deutlich erkennbar. Am Kopf befindet sich kein Mittellappen und keine Leiste. Außerdem ist kein Stirndreieck vorhanden. Die Augen bestehen aus 3 Ocellen.
Bei den Uropoden am Körperende ist der griffelförmige Außen-Ast (Exopodit) länger als der Innen-Ast (Endopodit). Das Grundglied der Uropoden trägt keinen Fortsatz. Das ebenfalls am Körperende liegende Telson ist breit abgestutzt.
Das 7. Laufbeinpaar der Männchen weist keine Modifikationen auf. Die Art besitzt keine Trachealsysteme, sondern Kiemen. Dies erklärt auch die Vorliebe für besonders feuchte Lebensräume.

## Ähnliche Arten
Es gibt eine Reihe ähnlicher Zwergasseln in Deutschland. Diese sind Androniscus dentiger, Androniscus roseus, Hyloniscus riparius, Metatrichoniscoides leydigi, Trichoniscoides albidus, Trichoniscoides helveticus, Trichoniscoides sarsi, Trichoniscus alemannicus, Trichonisces muscivagus, Trichoniscus nivatus,  Trichoniscus noricus, Trichonisues provisorius und Trichoniscus pygmaeus.
Die Androniscus-Arten unterscheiden sich durch ihre rosa Grundfarbe, während Metatrichoniscoides leydigi, Trichoniscoides helveticus, Trichoniscoides sarsi und Trichoniscus pygmaeus eine weiße Grundfarbe besitzen. Hyloniscus riparius und Trichoniscoides albidus haben dagegen Augen, die aus nur einer Ocelle bestehen. Nur die anderen Trichoniscus-Arten besitzen ebenfalls Augen, bestehend aus drei Ocellen.
Von T. provisorius unterscheidet sie sich durch einen anders gestalteten 1. Pleopoden-Exopoditen der Männchen. Außerdem sind T. pusllius-Weibchen heller gefärbt, zumeist rosarot, während die T. provisorius-Weibchen weinrot gefärbt sind. Letztere haben aufgehellte, orangefarbene 1. und 2. Pleontergite. Diese Färbung würde der des Hyloniscus riparius, niemals aber der des T. pusillus gleichkommen. Eine Unterscheidung der 6 heimischen Trichoniscus-Arten ist nur durch die Außenäste der 1. Hinterleibsbeine der Männchen (I. Pleopoden-Exopodite) möglich. Diese sind bei T. pusillus am Außenrand gerade mit einem kleinen knopfartigen Vorsprung, bei T. alemannicus am Außenrand einfach bogig eingebuchtet, bei T. muscivagus tief und spitzwinklig eingekerbt, bei T. nivatus am Außenrand mit einem tief eingesenkten Endzipfel, bei T. provisorius am Außenrand proximal knieartig vorspringend und ohne Knopf und bei T. noricus am Außenrand proximal knieartig vorspringend mit einem deutlichen Knopf. Weibchen von T. provisorius werden meist nur 3,5 mm lang, während bei T. pusillus Längen von 4,5 mm durchaus üblich sind. Ansonsten werden die beiden extrem ähnlichen Arten manchmal zu einem Komplex zusammengefasst, wenn eine sichere Bestimmung nicht möglich ist.
Eine sichere Bestimmung der Art ist sehr schwierig.
In Alkohol löst sich die Färbung der Art. In Westeuropa gibt es noch weitere ähnliche Arten, wie z. B. Metatrichoniscoides celticus, Miktoniscus linearis, Miktoniscus patiencei, Oritoniscus flavus, Trichoniscoides saeroeensis und Budellundiella cataractae. Auch können sowohl in Mittel- als auch in Westeuropa verschiedene Arten der Gattung Haplophthalmus in Frage kommen.

## Verbreitung
Ursprünglich war die Art in West-, Mittel- und Nordeuropa verbreitet, wurde jedoch auch in andere Gebiete der Welt verschleppt. In Europa ist sie vor allem in atlantischem Klima zu finden, jedoch seltener auch in Gebieten mit kontinentalem Klima.
In Europa kommt die Art überall in Irland und Großbritannien vor, sie ist außerdem sehr weit verbreitet in Frankreich, Belgien, den Niederlanden, Luxemburg, Deutschland, der Schweiz und Dänemark. In Nordeuropa kommt die Art an den norwegischen Küstengebieten bis fast zum Nordkap vor und dringt vor allem im Süden des Landes auch weiter ins Landesinnere vor sowie in der südlichen Hälfte Schwedens, im Süden Finnlands und verschleppt auch im Süden Islands. Aus Osteuropa stammen weniger Fundpunkte, diese liegen in Österreich, im westlichen und zentralen Polen, Estland und Lettland. Außerdem findet die Art sich auf Madeira und den Azoren. Eingeschleppt wurde die Art nach Nordamerika, wo sie im Südosten Kanadas und dem Nordosten der Vereinigten Staaten zu finden ist sowie an einigen Stellen der Ostküste vom Norden Kaliforniens bis in den Norden von British Columbia und auch auf Hawaii.
In Deutschland ist die Art weit verbreitet, neuere Funde existieren vor allem aus dem Westen und Süden (Nordrhein-Westfalen, Rheinland-Pfalz, Saarland, Hessen, Baden-Württemberg und Bayern), aber vereinzelt auch aus Niedersachsen, Sachsen-Anhalt und Brandenburg. Ältere Funde liegen auch aus Thüringen, Sachsen, Schleswig-Holstein, Berlin, Mecklenburg-Vorpommern und mit einem Einzelnachweis aus Hamburg vor. Dies muss nicht bedeuten, dass die Art hier heutzutage nicht mehr vorkommt, sondern kann auch daran liegen, dass sie in neueren Studien nicht mehr gefunden oder nicht nach ihr gesucht wurde. Im Voralpen- und Alpenraum scheint die Art nur wenig verbreitet zu sein. In Hessen gibt es eindeutig dieser Art zuzuordnende Vorkommen nur aus Mittelhessen, obwohl sie ansonsten vor allem in Süd- und Mittelhessen sehr weit zu verbreitet sein scheint.
Die Art gilt in Deutschland als ungefährdet. In Deutschland handelt es sich um die häufigste Art mit der größten Verbreitung.

## Lebensraum
Trichoniscus pusillus bevorzugt Habitate mit einer hohen Feuchtigkeit. Dazu zählen häufig nasse Wälder wie Erlenbrüche oder Fluss- und Bachufer. Die Art überwintert unter Steinen und findet sich in wärmeren Jahreszeiten häufig in feuchter Erde unter Blattstreu und Falllaub, vor allem nassem Laub, aber auch ähnlichen Habitaten wie unter Totholz und Moos. In Wäldern sind sie unter Laub und der Rinde faulender Baumstämme zu finden, an Flussufern dagegen im Schotter und Schiefer von Begradigungsstrecken, unter Laub und Gras an ursprünglichen Standorten und in der Erde vergraben an Brückenmauern. Sie wurde auch schon an Straßenrändern im Wald unter Laub auf groben Schlackesteinen und einer locker aufliegenden Humusschicht gefunden. An extrem nassen und trockenen Standorten fehlt die Art. Die Art hält sich häufig sehr nahe der Bodenoberfläche auf und bevorzugt wärmere und feuchtere Habitate als T. provisorius.
Die Art ist häufig vergesellschaftet mit der Sumpfassel (Ligidium hypnorum), Armadillidium opacum, Hyloniscus riparius, verschiedenen Haplophthalmus-Arten und seltener mit der Mauerassel (Oniscus asellus), Porcellio-Arten, Porcellium conspersum und diversen Armadillidium-Arten.

## Lebensweise
Trichoniscus pusillus pflanzt sich parthenogenetisch fort. Männchen sind extrem selten, es kommen durchschnittlich ein Männchen auf 1000 Weibchen. Von den anderen Trichoniscus-Arten Trichoniscus provisorius und Trichoniscus pygmaeus grenzt sich die Art durch den triploiden Chromosomensatz und die parthenogenetische Vermehrung ab.
Bei Störungen bewegt sich die Art schnell.
Phänologisch scheint die Art zwar ganzjährig zu finden zu sein, die meisten Funde stammen in den westlichen Teilen des Verbreitungsgebietes jedoch aus der Zeit von Dezember bis Juli (mit einem Hochpunkt im Frühling) und in den östlichen Teilen des Verbreitungsgebiets aus den Sommermonaten.

## Taxonomie
Synonyme der Art lauten Itea laevis Zaddach, 1844, Philougria celer Kinahan, 1857, Philougria riparia Kinahan, 1858, Spiloniscus elisabethae, Trichoniscus caelebs Vehoeff, 1917, Trichoniscus elisabethae Herold, 1923 und Trichoniscus rhenanus Graeve, 1913.

### Unterarten
Heutzutage wird nur noch das Nominotypische Taxon anerkannt. Frühere Unterarten und Varietäten sind:
- Trichoniscus pusillus alticola Legrand, Strouhal & Vandel, 1950 (jetzt Trichoniscus alticola)
- Trichoniscus pusillus baschierii Brian, 1953 (jetzt Trichoniscus baschierii)
- Trichoniscus pusllus calaebs Verhoeff, 1917(jetzt Trichoniscus pusillus)
- Trichoniscus pusillus gachassini (jetzt Trichoniscus noricus)
- Trichoniscus pusllus noricus Verhoeff, 1917 (jetzt Trichoniscus pusillu)
- Trichoniscus pusillus provisorius Racovitza, 1908 (jetzt Trichoniscus provisorius)
- Trichoniscus pusillus pygmaeus G. O. Sars, 1898 (jetzt Trichoniscus pygmaeus) (ebenfalls als Varietät beschrieben)
- Trichoniscus pusillus sujensis Brian, 1926 (jetzt Trichoniscus pygmaeus)
- Trichoniscus pusillus var. batavus Weber, 1881 (jetzt Trichoniscus batavus)
- Trichoniscus pusillus var. batavus Weber, 1881 (jetzt Trichoniscus batavus)

sowie Unterarten eines Synonyms:
- Trichoniscus elisabethae elisabethae
- Trichoniscus elisabethae estoniensis Herold, 1927

Zur Gattung Trichoniscus zählen noch zahlreiche weitere Arten.